# Joseph de Beynac
 (mars 2017).
Si vous disposez d'ouvrages ou d'articles de référence ou si vous connaissez des sites web de qualité traitant du thème abordé ici, merci de compléter l'article en donnant les références utiles à sa vérifiabilité et en les liant à la section « Notes et références ».
Joseph de Beynac (de son patronyme complet : Pierre Antoine Marie Joseph de Lasescuras de Beynac) dit aussi le comte de Beynac, est  un maître d'équipage français, né le 8 octobre 1863 à Teyjat (Dordogne) et mort le 7 avril 1951 à Bazas (Gironde).

## Biographie
Né le 8 octobre 1863 à Teyjat (Dordogne, il est le fils de Jean-Baptiste Antoine Armand de Lasescuras de Beynac et de Madeleine Isabelle Pabot du Chatelard. 
Sa famille possédait le château de Beynac à  Saint-Saud (Dordogne). Il épouse Caroline Kirkpatrick de Closeburn, nièce de l'impératrice Eugénie de Montijo. Ils n'auront pas d'enfants.
Élevé dans l'art de la vénerie par son père, lieutenant de louveterie, dès son plus jeune âge, il deviendra un maître d'équipage renommé.
Tout d'abord de 1882 à 1891 avec un équipage de 35 bâtards poitevins il prend 57 loups, 126 sangliers et 18 chevreuils. En 1892 il fusionnera son équipage avec celui de M. Lajoux à Saint-Yrieix-la-Perche (Haute-Vienne). En 1911 il reforme un équipage de 40 bâtards du Haut-Poitou.
Ses territoires de chasse sont les forêts de La Rochebeaucourt, d'Horte, de la Braconne (Charente) et de nombreux territoires privés entre Angoulême, Périgueux et Mareuil-sur-Belle. il fut propriétaire successivement du château de Fournils puis du château de Charras durant l’entre-deux-guerres.

## Tenue
- Rouge, parements de velours bleu clair, culotte bleue, gilet bleu. Galons vénerie.
- Boutons à la tête de sanglier dans une trompe.
- Devise : Limousin.